# 陳運通
陳運通（1981年10月11日—），是獨立民主派人士，前香港沙田區議會顯嘉選區議員。他在2019年香港區議會選舉中擊敗公民力量黨員林松茵，成為沙田區議員。目前定居英國，在當地任職電工。

## 選舉表現

### 2019年
陳運通以獨立民主派身分參選顯嘉選區，對手是爭取連任的公民力量林松茵、倫國輝、沙田區政張宇添及獲民主黨支持的謝玉梅，最終陳運通在被同為民主派的候選人分薄票源下，仍以3,101票，力壓林松茵（2,547票），以554票之差當選。張宇添、謝玉梅所得票數分別為1,246票和203票，而林松茵在點票未完成便黯然離開票站。
| 政党   | 政党     | 候选人    | 票数  | %    | ±      |
| ------ | -------- | --------- | ----- | ---- | ------ |
|        | 公民力量 | ①. 林松茵 | 2,547 | 35.5 | ▼23.6  |
|        | 民主黨   | ②. 謝玉梅 | 203   | 2.8  | 不適用 |
|        | 沙田區政 | ③. 張宇添 | 1,246 | 17.4 | 不適用 |
|        | 無黨派   | ④. 倫國輝 | 72    | 1.0  | 不適用 |
|        | 獨立     | ⑤. 陳運通 | 3,101 | 43.3 | 不適用 |
| 多数票 | 多数票   | 多数票    | 554   | 7.8  | ▼9.40  |

## 外部連結
- 陳運通 Mozam的Facebook專頁